# José Carneiro da Silva
José Carneiro da Silva, primeiro barão e visconde com grandeza de Araruama, (Quissamã, 21 de maio de 1788 — Quissamã, 3 de maio de 1864), foi um fazendeiro, político e cientista diletante.

## Família
Era filho do capitão Manuel Carneiro da Silva e da fidalga Ana Francisca de Velasco Távora de Barcelos Coutinho. Seu avô e seu pai foram capitães da aldeia dos índios em Quissamã e possuíram uma sesmaria que ia da lagoa Feia à lagoa da Ribeira. Nessa sesmaria, seu pai ergueu, entre 1777 e 1782, a casa da fazenda Mato de Pipa, onde nasceu José Carneiro da Silva.
Logo depois da morte de seu pai, sua família cuidou de transferir a igreja-matriz de Nossa Senhora do Desterro, que se localizava no Capivari (localidade de Quissamã, entre a lagoa Feia e o mar), para a capela dentro da casa da fazenda Mato de Pipa. Com isso, mudou-se a sede da freguesia e transferiu-se simbolicamente o poder política da região para a sua família. Próximo da casa da fazenda Mato de Pipa, iniciou-se o desenvolvimento urbano da área que se tornou o centro do atual município de Quissamã.
Casou-se aos 16 de julho de 1823 com Francisca Antônia Ribeiro de Castro, nascida aos 24 de março de 1799, filha do capitão-mor Manuel Antônio Ribeiro de Castro, primeiro barão de Santa Rita, e de Dona Ana Francisca Batista de Almeida Pinheiro, conhecida como "A Fortuna", herdeira de imenso latifúndio. Foi cunhado do Visconde de Santa Rita, da Viscondessa de Muriaé e do Comendador Antônio Ribeiro de Castro.
Seu irmão, João Carneiro da Silva, foi o primeiro barão de Ururaí, além de comendador das imperiais Ordem da Rosa e da Ordem de Cristo com foro de fidalgo e cavaleiro.
Os filhos e descendentes de José Carneiro da Silva formaram a força político-econômica do atual município de Quissamã e seus arredores durante todo os séculos XIX e XX, tendo como base as plantações de cana-de-açúcar. Os casamentos dos seus filhos com os de outros fazendeiros poderosos da região e de políticos importantes da capital imperial reforçaram a importância político-econômica de sua família. Nesse ambiente, foram também comuns os casamentos consanguíneos que evitavam que as propriedades da família fossem divididas entre herdeiros. Isto pode ser observado no casamentos de seu filhos, que foram:
- Bento Carneiro da Silva (1826-1891), segundo barão, segundo visconde e único conde de Araruama, que se casou com sua prima Raquel Francisca de Castro Neto, filha do barão de Muriaé e da viscondessa de Muriaé, e neta do primeiro barão de Santa Rita;
- Manuel Carneiro da Silva (1833-1917), segundo barão e único visconde de Ururaí, que se casou com Ana do Loreto Viana de Lima e Silva, filha do duque de Caxias;
- João Caetano Carneiro da Silva (1836-1925), barão e visconde de Quissamã, que se casou com sua sobrinha Ana Francisca Carneiro Ribeiro de Castro, filha de sua irmã Ana Serafina;
- João José Carneiro da Silva (1839-1882), barão de Monte de Cedro, que se casou em primeiras núpcias com sua sobrinha Ana Francisca de Castro Carneiro, e em segundas com sua também sobrinha Francisca Antônia de Castro Carneiro, ambas filhas de sua irmã Maria Isabel;
- Ana Serafina, que se casou com seu tio materno Joaquim Ribeiro de Castro, filho do primeiro barão de Santa Rita;
- Maria Isabel, que se casou com seu tio materno, o coronel e comendador Julião Ribeiro de Castro, filho do primeiro barão de Santa Rita;
- Mariana Antônia, que se casou com o futuro ministro e conselheiro do Império, João de Almeida Pereira Filho, filho de João de Almeida Pereira, desbravador e proprietário de vastas extensões de terras nos municípios de Campos dos Goytacazes, São Fidélis e Cambuci;
- Maria Joaquina, que se casou com Antônio Álvares de Almeida Pereira, irmão de João de Almeida Pereira Filho, marido de sua irmã, acima citado;
- Raquel Francisca, que se casou com Eusébio de Queirós Matoso Ribeiro, filho do ministro e conselheiro do Império Eusébio de Queirós, criador da Lei Eusébio de Queirós, que extinguiu o tráfico negreiro no Brasil;[2]
- Francisca de Velasco, que se casou com Inácio Francisco Silveira da Mota, futuro barão de Vila Franca.[1]

Em 1826, construiu a casa da fazenda Quissamã e, posteriormente, a passou para o seu filho João Caetano Carneiro da Silva, futuro visconde de Quissamã. Seus dez filhos e filhas deram-lhe tantos netos que ele construiu um sobrado anexo à casa da fazenda Quissamã para poder acomodá-los nas festas de fim-de-ano. Também construiu um colégio especialmente para poder educar seus muitos netos; o prédio é atualmente a sede da Prefeitura de Quissamã.

## Carreira política, militar e empresarial
Serviu no regimento de milícias de Campos dos Goytacazes de 1811 a 1821, alcançando o posto de tenente-coronel. Participou com as milícias nas lutas de apoio ao Príncipe Regente D. Pedro (futuro imperador D. Pedro I) contra as tropas portuguesas estacionadas no Rio de Janeiro e depois pela Independência do Brasil em 1822. Retirou-se das milícias quando estas foram extintas e transformadas na Guarda Nacional. Tornou-se chefe da décima-quarta Legião da Guarda Nacional de 1841 a 1850. Em 1852, foi nomeado comandante supremo da Guarda Nacional nos municípios de Macaé e Capivari (hoje Silva Jardim) e a seguir reformado.
A partir de 1819, dedicou-se a expandir caminhos comerciais pelo interior da província do Rio de Janeiro, então com forte desenvolvimento econômico devido à instalação da corte de Dom João VI no Brasil e à conseqüente abertura dos portos, em 1808. O comércio intensificou-se nessa época com o aumento da venda de alimentos produzidos no norte fluminense para a cidade do Rio de Janeiro, ao mesmo tempo em que esta região passava a consumir produtos industrializados importados.
Até o fim do século XVIII, a região de Quissamã dedicava-se especialmente à pecuária bovina de corte. O pai de José Carneiro da Silva plantava algodão e anil que era vendido na cidade do Rio de Janeiro (cidade), e fundou o primeiro engenho de açúcar na região de Quissamã, nas terras perto da atual fazenda Machadinha. O aumento de preços devido à crise mundial de produção açucareira, provocada pela revolução de São Domingos (revolta dos escravos do Haiti) impulsionou a expansão da indústria açucareira na região, o que enriqueceu ainda mais a sua família e estendeu a sua influência política até a corte imperial no Rio de Janeiro.
Nesta época, reforçou os laços políticos com a nova burocracia estatal que surgiu com o Reino Unido de Portugal, Brasil e Algarves, e, posteriormente, com o Império do Brasil. Pediu então ao governo imperial que "secassem parcialmente a lagoa Feia para encurtar o caminho entre a vila de São Salvador de Campos e o Rio de Janeiro".
Em 1837, conseguiu a aprovação pelo governo provincial de sua proposta de construção de um canal que permitisse o transporte de açúcar de Campos dos Goytacazes até o porto de Imbetiba em Macaé. Assumiu a empreitada das obras que iniciaram-se oficialmente em 1º de outubro de 1844, durando até 1861. O canal Campos-Macaé com extensão de 106 km - o segundo mais longo canal artificial do mundo - ainda existe parcialmente nos dias de hoje.
Em 1844, foi eleito para o cargo de deputado na Assembléia Legislativa Provincial do Rio de Janeiro, como membro do Partido Conservador.
Quando o Partido Conservador dominou a política do Império, José Carneiro da Silva tornou-se muito influente na corte, pois era o líder político de uma das regiões mais prósperas do país. Recebeu, sucessivamente, vários títulos nobiliárquicos. Em 1841, tornou-se Fidalgo Cavaleiro da Casa Imperial. Em 5 de maio de 1844, um decreto imperial concedeu-lhe o título de barão de Araruama, o primeiro do nome. O título nobiliárquico faz referência à lagoa de Araruama, próxima à região onde vivia (em tupi significa terra de araras). Outro decreto imperial, de 15 de abril de 1847, concedeu-lhe o título de visconde com honras de grandeza de Araruama, o primeiro do nome. Também recebeu a comenda de Grande do Império e a imperial Ordem da Rosa.
Exerceu várias vezes os cargos de substituto de juiz municipal e de delegado de polícia na então freguesia de Quissamã onde residia. Por muitos anos foi também juiz de paz e eleitor na mesma freguesia.
Foi provedor da Santa Casa de Misericórdia de Campos dos Goytacazes e, junto com seu genro, João de Almeida Pereira Filho, ajudou o reerguimento da igreja matriz de São Salvador de Campos dos Goytacazes. Ajudava, também, outras instituições de caridade, como o Hospício Dom Pedro II e o Recolhimento dos Órfãos de Santa Teresa. Às suas expensas, construiu diversas estradas que então passou para o governo da província do Rio de Janeiro.
Após sua morte, a militância política conservadora foi continuada pelo seu filho Bento Carneiro da Silva, conde de Araruama e chefe regional do Partido Conservador, assim como pelo genro João de Almeida Pereira Filho, que se tornaria ministro e conselheiro do Império.

## Obras filosóficas e científicas
Foi um intelectual autodidata que realizou observações científicas e publicou ensaios filosóficos. Apesar de ter recebido apenas a educação fundamental, o que era comum à época, ficou conhecido entre os intelectuais do Rio de Janeiro como um homem culto, bom literato que lia em francês e latim, e que possuía conhecimentos profundos de filosofia, história e geografia.
Foi membro correspondente do Instituto Histórico de Paris, membro fundador do Instituto Fluminense de Agricultura e sócio fundador da Sociedade Auxiliadora da Indústria Nacional.
Os periódicos Jornal da Sociedade Auxiliadora da Indústria Nacional e Aurora Fluminense publicaram artigos de sua autoria sobre agricultura e política.
Publicou alguns ensaios filosóficos e científicos. A Grande Enciclopédia Portuguesa e Brasileira, publicada na década de 1940, diz que a ele são devidas a “notável Memória Topográfica sobre os Campos dos Goytacazes, de 1819, e outra, notável memória sobre a escravidão”.
A Memória Topográfica e Históorica sobre os Campos dos Goytacazes com uma Noticia Breve de suas Produções e Comércio, publicada em 1819 com segunda edição em 1907, revela que José Carneiro da Silva foi um homem com intensa curiosidade científica, capaz de realizar, sem qualquer treinamento acadêmico, observações importantes sobre a sociedade e natureza da região em que vivia, especialmente sobre o rio Paraíba do Sul e a lagoa Feia. Também revela uma pessoa que se interessava pelas artes do comércio e pelas inovações tecnológicas.
A "Memória sobre a Abertura de um Novo Canal para Facilitar a Comunicação entre a Cidade de Campos, e a Vila de São João de Macaé", impressa em 1836, defende a construção do futuro canal Campos-Macaé como meio de facilitar o escoamento do açúcar produzido na região, além de servir para saneamento de brejos que facilitavam a propagação da febre palustre. Este trabalho, que revela uma pessoa de espírito empresarial e disseminadora de progressos tecnológicos, teve repercussões importantes na geografia e economia da região norte fluminense, quando o canal Campos-Macaé começou a ser construído em 1843.